# Forte Liberdade
Forte Liberdade (em francês:  Fort-Liberté, também Ville de Fort-Liberté; em crioulo haitiano: Fòlibète), é uma comuna do Haiti, centro administrativo do departamento do Nordeste e sede do arrondissement de Fort-Liberté. Localiza-se na costa nordeste do Haiti, 56 quilômetros a leste do Cabo Haitiano e a oeste da República Dominicana. De acordo com o censo de 2003, sua população total é de 30.110 habitantes.

## História
Fort-Liberté é uma das mais antigas cidades de Hispaniola, foi fundada em 1578. Construída no estilo das cidades francesas, localiza-se de frente para uma baía onde pode-se visitar muitos fortes por barco, sendo o mais famoso deles o Fort-Dauphin construído em 1732.
A cidade era chamada de Bayaha pelos indígenas e espanhóis; os franceses a chamaram de Fort-Dauphin até serem expulsos em 1804, após o que a cidade recebeu o nome atual.
Depois de Henri Christophe proclamar-se Rei Henri I do Haiti em 1811, ele mudou o nome da cidade para Fort-Royal; após sua morte em 1820, ela voltou a chamar-se Fort-Liberté.
Em setembro de 1892, José Martí, um líder do movimento pela independência de Cuba e herói nacional, visitou Le Cap, Gonaïves e Fort Liberté em sua jornada para o início da guerra pela independência cubana.